# Lytarmes maculipennis
Lytarmes maculipennis är en stekelart som först beskrevs av Frederick Smith 1858.
Lytarmes maculipennis ingår i släktet Lytarmes och familjen brokparasitsteklar.

## Underarter
Arten delas in i följande underarter:
- Lytarmes maculipennis hyalinipennis
- Lytarmes maculipennis engganensis